# Carmen Díaz Fernández
Carmen Díaz Fernández   (Cartagena, 1916 - l'Hospitalet de Llobregat, 2003) va ser una militant del Partit Comunista d'Espanya (PCE), del Partit Socialista Unificat de Catalunya (PSUC) i lluitadora veïnal de caràcter feminista.

## Biografia
Filla d'una família humil i tradicional composta d'un fill primogènit i quatre filles, la Carmen n'era la tercera. Sense gaire temps d'escolarització començà a treballar en el servei domèstic als 12 anys. El seu germà militava al PCE i portava propaganda a casa, a partir de la qual la Carmen va començar a prendre consciència política.
Durant la Guerra Civil Espanyola va ser responsable del grup de dones del PCE a Cartagena. Va fer feina a la fàbrica de munició on la producció corria majoritàriament a càrrec de les dones. Més endavant el partit li encarrega l'organització de dones de tota la província de Múrcia, responsabilitat que assumeix fins al final de la guerra. Retornà a Cartagena com a secretària general del PCE a la província, raó per la qual era coneguda com la Cartagenera. Va participar en un míting amb la Pasionaria en un cinema a Cartagena. Durant aquest període va conèixer el seu company, Matías, responsable del Partit Comunista de Múrcia, torturat i assassinat al final de la guerra civil.
L'abril de 1939, va arribar al port d'Alacant, on hi havia milers d'homes i dones esperant poder embarcar en uns vaixells que no arribaren mai. Van acabar en camps de concentració i moltes persones van ser torturades i afusellades. Carmen fou confinada en un camp de concentració de dones durant 10 anys". En sortir es traslladà a València on tornà a ser detinguda durant dos anys. Després va marxar a Sevilla, Còrdova i Granada. "Es tractava de localitzar i crear canals de comunicació entre militants del partit, acollir els qui estaven al carrer, transportar i distribuir propaganda clandestina, etc. Fins que, movent-se en aquests afers la repressió també li arribava a ella i havia de marxar i tornar a començar".
Es traslladà a Barcelona i va participar en la vaga de tramvies de 1951. Més endavant es reagrupà amb la seva nova parella, també militant del PCE, i s'instal·laren al barri de Collblanc de l'Hospitalet de Llobregat i ja definitivament a l'Hospitalet entre els anys 1972-73. A partir de la detenció de la seva filla, per repartir propaganda política, es van reinstal·lar al barri de Pubilla Cases.

### Activisme a l'Hospitalet
Un cop va contactar amb els militants del PSUC de la ciutat, com ara José Carrasco, va contribuir al creixement de l'Associació de Veïns de Pubilla Cases, participant com a activista del moviment veïnal, donant suport a les vagues de la SEAT i més endavant en l'Asociación Cultural Rumbo i el Casal i Escola de Dones de la Florida. Els darrers anys va col·laborar amb l'Associació de Jubilats i Pensionistes de Pubilla Cases de l'Hospitalet.
Va participar en la lluita per les llibertats dels empresonats, les mobilitzacions per la legalització del partit i les lluites pels carrers de Barcelona i l'Hospitalet per la llibertat, l'amnistia i l'Estatut d'autonomia, per la consecució d'una democràcia.